# Chiesa di San Giorgio (Sinopoli)
La chiesa di San Giorgio è un luogo di culto cattolico di Sinopoli. È ubicata nella frazione di Sinopoli Inferiore e prospetta sulla via Sant'Antonio. Al suo interno è custodita la venerata statua di san Giorgio martire, patrono di Sinopoli.

## Storia
La chiesa risale all’anno mille, come prova di un insediamento normanno; è stata più volte distrutta da eventi catastrofici legati ai sismi più violenti della Calabria.

## Descrizione
All'interno ci sono diverse sculture marmoree, realizzate su commissione dei Ruffo di Calabria, allora conti di Sinopoli. Dal punto di vista architettonico lo stile richiama il classicismo, con diversi influssi di carattere bizantino; tra i complementi di pregio storico-artistico ricordiamo l'acquasantiera, posata su un capitello in stile corinzio, cimelio ellenico della poleis greca Xenopoleis. 
Le sculture sono delle opere di Gianbattista Mazzolo, allievo di Antonello Gagini. La prima ad essere stata scolpita è stata la Madonna delle grazie (1574) realizzata in pieno Rinascimento; vi sono poi la Madonna immacolata che occupa l'altare principale e sulla base troviamo lo stemma reale dei Ruffo, sant'Antonio (1643) e san Nicola. La parrocchia è dedicata a san Giorgio martire, patrono di Sinopoli.

## Festività e ricorrenze
- Festa di San Giorgio Martire, patrono di Sinopoli (23 aprile, con processione per le vie di Sinopoli Inferiore).[1]